# MASK
Pour les articles homonymes, voir Mask.
MASK (M.A.S.K. ou Mobile Armored Strike Kommand / Module d'Action Secrète Kommando en français) est une série télévisée d'animation franco-américaine en 75 épisodes de 22 minutes, créée par Bernard Deyriès, Bruno Bianchi et Jean Chalopin, produite par DIC et diffusée aux États-Unis entre le 16 septembre 1985 et le 28 novembre 1986 en syndication. En France, la série a été diffusée à partir du 14 avril 1986 sur TF1 dans l'émission La Vie des Botes.
Au Québec, elle a été diffusée à partir du 3 août 1987 à Télévision Quatre-Saisons.

## Synopsis
Cette série relate les aventures d'un groupe d'intervention spécial, le M.A.S.K. (Mobile Armored Strike Kommand : Commando Blindé de choc), qui lutte contre l'organisation criminelle V.E.N.O.M. (Vicious Evil Network of Mayhem (venom, mot anglais signifiant venin) : Réseau mauvais et diabolique du Chaos, où Mayhem est le nom du chef mais signifie chaos/grabuge/désordre). Les deux groupes s'affrontent grâce à des véhicules transformables et des casques aux pouvoirs spéciaux appelés « masques ».
Dans la série d'animation, au début de chaque opération, le chef du MASK, Matt Tracker, interroge un mini-ordinateur situé sur le tableau de bord de son bolide pour sélectionner les agents les plus aptes à remplir la mission. En général, l'ordinateur fournit de 2 à 6 noms en mentionnant pour chaque identité les compétences voire les métiers de chacun. Cet ordinateur, parlant donc, ajoute pour chaque membre retenu un nom de code qui est soit le nom du masque de l'agent, soit le nom de son véhicule. Très rarement, quand Matt ne se trouve pas dans son véhicule (qu'il soit dans un autre engin ou pas), il interroge ce mini-ordi qui prend alors la forme d'un ordi portable placé dans une mallette que Tracker transporte avec lui. À noter que dans un épisode ou deux, la sélection est faite par un autre membre de l'équipe parce que le chef du MASK est absent à ce moment-là. La plupart du temps, une fois la recherche par l'ordinateur terminée, Matt Tracker approuve explicitement le résultat.

## Personnages

### M.A.S.K.
- Matt Trakker : Milliardaire philanthrope, il est chef du M.A.S.K. et également le fondateur. Il pilote la Falcon (Thunderhawk), une Chevrolet Camaro rouge qui se transforme en avion de combat. Son masque principal est Spectron (spectrum), qui lance des rayons d'énergie, et lui permet de léviter temporairement. Il utilise parfois Ultraflash qui crée une lumière aveuglante lorsqu'il est copilote de Rhino et Lavashot au cours des missions où il sert de copilote à Jacques LaFleur pour Volcano.
- Gloria Baker : Sportive de haut-niveau, elle est championne de course automobile et ceinture noire de kung-fu. Dans le civil, elle est étudiante en anthropologie. Elle pilote Shark, une Porsche 928 qui se transforme en sous-marin. Son masque est Aurax. Elle pilote également Stiletto, une Lamborghini Countach, qui se divise en deux véhicules lors de sa transformation (un avion d'assaut et un hélicoptère d'attaque : gamme splits seconds).
- Ali Bombay : Il pilote la moto Bullet. Son masque est Vortex.
- Calhoun Burns : Il pilote Raven, une Chevrolet Corvette. Son masque est Gulliver. Il officie dans un ranch dans le civil.
- Boris Bushkin : Il pilote Bulldoze, un camion tracteur. Son masque est Comrade.
- Buddie Hawks : Spécialiste du déguisement et du renseignement. Dans le civil, il est mécanicien dans la station-service qui cache le quartier général de M.A.S.K. Il est copilote de Firecracker. Son masque est Penetrator.
- Dusty Hayes : Cascadeur et expert en démolition. En dehors du M.A.S.K. il est cuisinier. Il conduit Gator, une Jeep Wrangler transformable en bateau. Son masque est Scanox(backlash). Il pilote également Afterburner , un dragster qui se divise en deux véhicules lors de sa transformation (un engin d'interception aérienne et une canonnière : gamme splits seconds).
- Jacques LaFleur : Il pilote Volcano. Son masque est Mirage. D'origine canadienne, il travaille comme bûcheron dans le civil. Il pilote également Detonator, une Volkswagen Coccinelle qui se divise en deux véhicules lors de sa transformation (un aéroglisseur et une moto d'assaut : gamme splits seconds).
- Julio Lopez : Docteur en Médecine dans le civil, il pilote Firefly. Son masque est Streamer. Il pilote également Fireforce, une Pontiac Fiero qui se divise en deux véhicules lors de sa transformation (un engin de combat aérien et un chopper tricycle : gamme splits seconds).
- Hondo MacLean : Professeur d'histoire dans le civil, il est spécialiste en armes et stratégies de combat au sein du MASK. Il pilote Firecracker, une Jeep Pickup AMC J10 armée de lasers et Hurricane (appelé aussi chasseur de nuit), une Chevrolet Bel Air. Son masque est Scanox (blaster).
- Ace Riker : Il pilote Slingshot. Dans le civil, il travaille dans un magasin d'outillage. Son masque est Boomerang. Il pilote également Meteor dans la série racing, une moto qui se change en aéroglisseur.
- Nevada Rushmore : Il pilote Goliath. Son masque est Totem.
- Bruce Sato : Ingénieur mécanicien. Dans le civil, il est designer de jouets. Il pilote Rhino, et son masque est Bullox (lifter), qui crée des champs d'anti-gravité. Au grand dam de Dusty Hayes, il s'exprime de manière assez obscure, en utilisant des citations de Confucius. Il est absent de la saison 2.
- Alex Sector : Expert en informatique et télécommunications du M.A.S.K., il est également spécialiste en zoologie. En dehors du M.A.S.K. il est vétérinaire et propriétaire d'un magasin d'animaux exotiques. Il est copilote de Rhino, un camion tracteur Kenworth w900 qui se transforme en véhicule de combat. Son masque Lévitator (Jackrabbit) lui permet de voler.
- Brad Turner : Musicien, expert en escalade, spécialiste du pilotage. Il pilote Condor, une moto qui se transforme en hélicoptère. Son masque Hologramme (Hocus Pocus) permet de créer des hologrammes. Il pilote également Razorback,une Ford T-bird stock-car, dans la série racing.
- Clutch Hawks : Mécanicien, dépanneur et censé être le cousin de Buddie Hawks, mais qui n'est autre que Buddie Hawks lui-même. Il pilote Wildcat, une dépanneuse qui se transforme en machine de combat vertical.

### V.E.N.O.M.
- Miles Mayhem : Il est le chef de V.E.N.O.M. Il pilote Switchblade, un hélicoptère qui peut se transformer en avion à réaction. Son masque principal est Viper. Son masque Flexor tire des champs d'énergie.
- Cliff Dagger : Homme de main, expert en démolition. Il pilote Jackhammer, une Ford Bronco armée. Son masque Flashor (Torch) est un lance-flammes.
- Nash Gorey : Il pilote Outlaw. Son masque est Powerhouse.
- Floyd Malloy : Il pilote Vampire, une moto transformable en avion. Son masque est Buckshot.
- Maximus Mayhem : Il est le frère jumeau de Miles Mayhem. Il pilote Buzzard une formule 1 qui se sépare en 3 parties - un avion piloté par un drone et 2 nacelles roulantes, chacune pilotée par un des frères. Son masque est Deep Freeze.
- Sly Rax : Il pilote Piranha, une moto avec un side-car transformable en sous-marin. Son masque Plexor (Stiletto) tire des fléchettes perforantes.
- Bruno Sheppard : Homme de main qui s'occupe des basses besognes. Il pilote Stinger, une Pontiac GTO transformable en char d'assaut. Son masque est Magnabeam.
- Lester Sludge : Il pilote Iguana. Son masque est Mudslinger.
- Vanessa Warfield : Spécialiste en infiltration et espionnage. Elle pilote Manta, une Nissan 300ZX transformable en avion. Son masque est Pointor (Whip).

### Autres
- Scott Trakker : Jeune fils de Matt Trakker. Désobéissant à son père, il cherche tout le temps à accompagner l'équipe du M.A.S.K. en mission, et se retrouve souvent en mauvaise posture.
- T-Bob : C'est le robot compagnon de Scott. Il a été construit à partir de pièces de rechange par Scott lui-même. Il peut se transformer en une sorte de gyropode et possède d'autres fonctionnalités plus ou moins stupides[évasif].

## Distribution
- Thierry Ragueneau : Matt Trakker
- Martine Reigner : Scott Trakker
- Emmanuel Jacomy : T-Bob, Bruno Sheppard (épisode 48)
- Caroline Beaune : Gloria Baker
- Gilles Guillot : Alex Sector
- Patrick Laplace : Bruce Sato
- Cyrille Artaux : Brad Turner
- Jean-Louis Faure : Hondo McLean
- Franck Baugin : Dusty Hayes, Bruce Sato (épisode 25)
- Laurent Peters : Buddie Hawks
- Jean Claudio : Miles Mayhem
- Christian Pélissier : Sly Rax, Maxime Mayhem
- Michel Vigné : Cliff Dagger
- Sophie Deschaumes : Vanessa Warfield, Ordinateur du MASK
- Vincent Violette : Ali Bombay, Nevada Rushmore
- Daniel Russo : Floyd Malloy, Jacques Lafleur (épisodes 47 et 58)
- Philippe Bellay : Bruce Sato (épisodes 1 à 6, 8, 14, 17, 32, 43, 54 et 55)
- Françoise Dasque : Gloria Baker (épisodes 7, 9, 10 et 11)
- Lionel Henry : Brad Turner (épisodes 23 et 35), Buddie (épisode 21)
- Marc Alfos : Cliff Dagger (voix de remplacement)

## Épisodes

### Première saison (1985)
1. Un précieux météore (The Deathstone)
2. Le Carrosse étoilé (The Star Chariot)
3. Le Livre du pouvoir (The Book of Power)
4. La Pompe à eau nucléaire (Highway to Terror)
5. Le Canon à laser (Video V.E.N.O.M.)
6. Un lézard sacré (Dinosaur Boy)
7. Le Vol du plutonium (The Ultimate Weapon)
8. Les Rotecks (The Roteks)
9. Des tornades sur mesure (The Oz Effect)
10. Un danger céleste (Death from the Sky)
11. Alerte à Tokyo (The Magma Mole)
12. Parc d'attraction (Solaria Park)
13. L'Attaque des chenilles géantes (The Creeping Terror)
14. La Statue de la liberté (Assault on Liberty)
15. Le Sceptre de Rajim (The Sceptre of Rajim)
16. Les Statues en or (The Golden Goddess)
17. Le Mystère des anneaux (Mystery of the Rings)
18. Les Frayeurs de Scott (Bad Vibrations)
19. Les Sous-marins nucléaires (Ghost Bomb)
20. Le Sérum du froid (Cold Fever)
21. Mardi Gras (Mardi Gras Mystery)
22. Le Secret de la vie (The Secret of Life)
23. La Ville mirage (Vanishing Point)
24. Vacances mouvementées (Counter-Clockwise Caper)
25. Les plantes qui n'aiment pas le froid (The Plant Show)
26. Le Secret des Andes (Secret of the Andes)
27. Les Pandas de Chine (Panda Power)
28. Le Japon sans lumière (Blackout)
29. La Force de gravité (A Matter of Gravity)
30. L'Exposition de Rio de Janeiro (The Lost Riches of Rio)
31. Des bactéries gourmandes (Deadly Blue Slime)
32. Détournements de fonds (The Currency Conspiracy)
33. L'Épée de César (Caesar's Sword)
34. Paris en danger (Peril in Paris)
35. MASK en Hollande (In Dutch)
36. Les Chevaux de l'émir (The Lipizzaner Mystery)
37. Les Pierres sacrées (The Sacred Rock)
38. Le Trésor du roi Salomon (Curse of King Solomon's Gorge)
39. La Promesse de Matt Trakker (Green Nightmare)
40. Les Yeux derrière la tête (Eyes of the Skull)
41. Les Coffres forts en danger (Stop Motion)
42. L'Énigme d'Artémis (The Artemis Enigma)
43. Le Scorpion chinois (The Chinese Scorpion)
44. Des corbeaux énigmatiques (Riddle of the Raven Master)
45. Le Fantôme du capitaine Kidd (The Spectre of Captain Kidd)
46. Des pierres légères (The Secret of the Stones)
47. Le Trésor des Vikings (The Lost Fleet)
48. Aventures dans le grand canyon (Quest of the Canyon)
49. Ballade en Irlande (Follow the Rainbow)
50. La Navette spatiale (The Everglades Oddity)
51. MASK à Bornéo (Dragonfire)
52. Sabotage à Hawaï (The Royal Cape Caper)
53. Une couverture en patchwork (Patchwork Puzzle)
54. Une babysitter gênante (Fog on Boulder Hill)
55. Un tatouage précieux (Plunder of Glowworm Grotto)
56. L'Arbre pétrifié (Stone Trees)
57. Incident à Istanbul (Incident in Istanbul)
58. Un désert déshydraté (The Creeping Desert)
59. L'Impératrice rouge (The Scarlet Empress)
60. Trésor latino-américain (Venice Menace)
61. Le Trésor de Nazca (Treasure of the Nazca Plain)
62. Modèles réduits (Disappearing Act)
63. La Porte des ténèbres (Gate of Darkness)
64. Un aimant géant (The Manakara Giant)
65. L'Orient-Express (Raiders of the Orient Express)

### Deuxième saison:Racing series(1986)
1. Stock car à Memphis (Demolition Duel to the Death)
2. La Plante miraculeuse (Race Against Time)
3. Course poursuite en Afrique (Where Eagles Dare)
4. Retour au pays natal (Homeward Bound)
5. La Formule secrète (The Battle of the Giants)
6. Le Trophée des champions (Challenge of the Masters)
7. Le Fils du président (The Battle for Baja)
8. Des vacances mouvementées (High Noon)
9. Grain de folie (Cliff Hanger)
10. La Conversion de VENOM (For One Shining Moment)

## Place dans la franchise
Comme beaucoup de dessins animés des années 1980, M.A.S.K. visait à promouvoir une série de jouets associés, la gamme de la marque Kenner du même nom. Dans le scénario du comics M.A.S.K. Revolution, on évoque une alliance entre les G.I. Joe, les Transformers et le M.A.S.K. pour sauver le monde, faisant ainsi le lien avec deux autres franchises de jouets du groupe Hasbro qui comprend entre autres Kenner, MB, Parker et Playskool.
La genèse de M.A.S.K. est décrite dans des mini bandes dessinées qui étaient incluses dans les boîtes de la première gamme de jouets. En dehors de ça, aucun épisode de la série ne relate les faits ayant conduits à la création de M.A.S.K. et de V.E.N.O.M. Seul l'épisode La Promesse de Matt Tracker recèle un fait du passé : Comment le grand-père de Matt Tracker a découvert en Papouasie un cristal produisant l'énergie utilisée par les M.A.S.K.
En contradiction avec cette genèse, dans la série, les agents de V.E.N.O.M. ne connaissent pas les identités des membres de M.A.S.K. (ce qui n'est pas réciproque). L'épisode Les Yeux derrière la tête tourne justement autour de ce secret que Mayhem tente de percer.
La deuxième série, M.A.S.K. Racing, remet les pendules à l'heure sur ce point. M.A.S.K. et V.E.N.O.M. connaissent les identités respectives de tous leurs agents.

## Produits dérivés

### DVD
- MASK - Partie 1/2 VF 38 épisodes 7 juin 2013 (déclic collection)

### Jeux vidéo
- 1987 : Mask de Gremlin Graphics sur Amstrad CPC, Commodore 64/128 et Spectrum[2] ;
- 1987 : Mask 2 (Mask Two Two) de Gremlin sur MSX[3], Amstrad CPC[4], Commodore 64/128[4] et Spectrum[4] ;
- 1988 : VENOM Strikes Back de Gremlin sur Amstrad, Commodore 64/128 et Spectrum[5].

### Bandes dessinées
En 2016, de nouvelles bandes dessinées de la franchise sont publiées.
- Brandon Easton et Tony Vargas, MASK : L'Illusion est une arme, vol. 1, Vestron, avril 2021 (ISBN 9791095656586)
- Brandon Easton, Tony Vargas et Juan Samu, MASK : Sur les traces de V.E.N.O.M., vol. 2, Vestron, décembre 2021 (ISBN 9791095656722)

### Film
En 2018 est annoncée la mise en chantier d'un film live, réalisé par F. Gary Gray, sur un scénario de Chris Bremner.